# Scavenger (Chemie)
In der Chemie ist ein Scavenger eine chemische Substanz, die einem Gemisch zugesetzt wird, um Verunreinigungen und unerwünschte Reaktionsprodukte wie Sauerstoff zu entfernen oder zu deaktivieren, um damit sicherzustellen, dass sie keine unerwünschten Reaktionen eingehen.

## Beschreibung
Es gibt unterschiedliche Anwendungsbereiche. So ist in der Atmosphärenchemie das Hydroxyl-Radikal, ein kurzlebiges Radikal, das photolytisch in der Atmosphäre produziert wird, der bedeutendste Scavenger. Es ist das wichtigste Oxidationsmittel für Kohlenstoffmonoxid, Methan und andere Kohlenwasserstoffe, Schwefeldioxid, Schwefelwasserstoff und viele andere Verunreinigungen. Bei der MLIS findet Methan Anwendung als Scavenger-Gas für Fluor-Atome. Hydrazin und Ascorbinsäure finden als Korrosionsschutzmittel Anwendung, indem sie als Sauerstoff-Scavenger fungieren. Tocopherol und Naringenin sind biologisch aktive Scavenger für freie Radikale und werden als Antioxidantien genutzt. Zinnorganische Verbindungen werden bei der Herstellung von Polymeren als Scavenger für Salzsäure verwendet. Sauerstoff-Scavenger sind kleine Beutel oder Aufkleber, die in Verpackungen mit veränderter Atmosphäre Anwendung finden, um die Haltbarkeit des Produkts (beispielsweise gekochtes Fleisch) zu verlängern und das Erscheinungsbild des Produkts zu verbessern. Sie funktionieren, indem der noch in der Verpackung vorhandene Sauerstoff durch Oxidation an das in dem Beutel/Aufkleber enthaltene Eisenpulver gebunden wird. Im Körper wiederum dient Glutathion als Scavenger für freie Radikale und Peroxide.